# 이필용
이필용(李泌鎔, 1961년 11월 28일 충청북도 음성군 출생 ~ )은 대한민국의 정치인, 기업인이다. 극동대학교재단 이사, 충청북도의원, 제36·37대 음성군수를 역임했다.

## 약력
- 1961.11.28 : 충청북도 음성군 금왕읍 출생
- 1968.03 ~ 1974.02:쌍봉초등학교
- 1974.03 ~ 1977.02:무극중학교
- 1977.03 ~ 1980.02:충주실업고등학교
- 고려대학교 농학과 졸업
- 극동대학교 경영행정대학원 유통마케팅과 졸업

## 경력
- 충북개발연구원 이사역임
- 극동대학교재단 이사역임
- 1992.12 ~ : 2002.12 : 중앙청년연합 충남도지부 사무처장
- 2002.12 ~ 2003 : 제16대 대통령선거 한나라당 음성군선거 연락소장
- 2003.10.30 ~ 2010.02.12 : 제7~8대 충청북도의원(2선,음성군 제2선거구, 한나라당)
- 제8대 충청북도의원-행정자치위원장(한나라당)
- 2010.07.01 ~ 2018.06.30 : 제35~36대 음성군수(민선, 한나라당,충북의 최연소 기초단체장)
- 2022.01 ~ 2022.03: 국민의힘 충북을 살리는 선거대책위원회 고문단 고문
- 국민의힘 당무위원

## 전과
- 도로교통법위반(음주운전): 벌금 1,000,000원 - 2001년 3월 14일 선고[1]

## 역대 선거 결과
|  | 46.10% |

|  | 0% |

|  | 52.25% |

|  | 41.88% |

|  | 59.53% |

|  | 39.73% |